# La Pobla d'Alcolea
La Pobla d'Alcolea, també coneguda com a Pobleta d'Alcolea, és una aldea del terme de Morella, situada a la dena del mateix nom. És la més septentrional del terme Morella i limita amb l'Aragó. Té censades quatre habitants, persones ja grans.

## Història
La Pobleta d'Alcolea va ser fundada el 1244, durant la conquesta cristiana del que seria el Regne de València.
En destaca l'església, del segle xviii, dedicada a la Verge de les Neus, edificada sobre una anterior del segle xv, el campanar i l'arquitectura d'alguns edificis. En aquesta església es va venerar durant segles un retaule dedicat a Santa Águeda, santa titular de l'antiga Confraria que històricament agermanava els veins de la Pobleta.
Actualment, a punt de complir-se 500 anys de la seua creació, es pot veure al museu de l'Arxiprestal de Morella.

## Medi rural
Actualment, el sector agrari ha perdut l'esplendor de temps passats. L'agricultura suposa 100 de les 1.500 hectàrees de la dena i es restringeix a la vinya i la pastura. També hi ha presència de tòfones. Per la seua banda, la ramaderia més important és la bovina.
Compta amb una important massa forestal composta de pins, com ara el pinar de Pereroles.

## Masos
La dena de la Pobleta té una vintena de masos, entre els quals hi trobem el del Xiprer, el mas Gran, la Venta de Farinetes, el mas de Farinetes, el de Bruno, el del Sol d'Avall i el de Planelles, entre d'altres.

## Personatges destacats
- Julián Prats Estupiná. Va nàixer l'1 de febrer de 1838 al Mas de Farinetes, situat dins el terme de La Pobleta. Amb 13 anys va emigrar a Madrid per treballar al negoci de la llana i tèxtil en general, i va acabar convertint-se en un comerciant destacat de Madrid. Va ser President de la Comissió d'Aranzels i Valoracions, així com la Cambra de Comerç i Indústria de Madrid. Fou també tresorer i soci fundador de la Institució Lliure d'Ensenyament, amb Fernando Giner de los Ríos.